# UFC Fight Night: Saffiedine vs. Lim
UFC Fight Night: Saffiedine vs. Lim è stato un evento di arti marziali miste tenuto dalla Ultimate Fighting Championship il 4 gennaio 2014 al Marina Bay Sands di Singapore.

## Retroscena
È stato il primo evento UFC tenutosi a Singapore ed in generale nel sud-est asiatico, ed il primo evento a non essere stato trasmesso in TV negli Stati Uniti.
Il main match avrebbe dovuto essere la sfida tra Tarec Saffiedine e Jake Ellenberger ma quest'ultimo s'infortunò e venne sostituito da Lim Hyun-Gyu.

## Risultati
|                  | Divisione       |                  |                 |                  | Metodo                                  | Round           | Tempo           | Premio          |
| Card principale  | Card principale | Card principale  | Card principale | Card principale  | Card principale                         | Card principale | Card principale | Card principale |
| ---------------- | --------------- | ---------------- | --------------- | ---------------- | --------------------------------------- | --------------- | --------------- | --------------- |
|                  | Pesi Welter     | Tarec Saffiedine | batte           | Lim Hyun-Gyu     | Decisione unanime (49–46, 48–47, 48–47) | 5               | 5:00            | FOTN            |
|                  | Pesi Piuma      | Tatsuya Kawajiri | batte           | Sean Soriano     | Sottomissione (rear naked choke)        | 2               | 0:50            |                 |
|                  | Pesi Welter     | Kiichi Kunimoto  | batte           | Luiz Dutra       | Squalifica (gomitate 12-6 sulla nuca)   | 1               | 2:57            |                 |
|                  | Pesi Gallo      | Kang Kyung-Ho    | batte           | Shunichi Shimizu | Sottomissione (triangolo di braccio)    | 3               | 3:53            |                 |
| Card preliminare |                 |                  |                 |                  |                                         |                 |                 |                 |
|                  | Pesi Piuma      | Max Holloway     | batte           | Will Chope       | KO Tecnico (pugni)                      | 2               | 2:27            | KOTN            |
|                  | Pesi Welter     | Katsunori Kikuno | batte           | Quinn Mulhern    | Decisione unanime (30–27, 30–27, 30–27) | 3               | 5:00            |                 |
|                  | Pesi Gallo      | Royston Wee      | batte           | Dave Galera      | Decisione unanime (30–26, 30–26, 30–26) | 3               | 5:00            |                 |
|                  | Pesi Leggeri    | Mairbek Taisumov | batte           | Bang Tae-Hyun    | Decisione unanime (30–27, 30–27, 30–27) | 3               | 5:00            |                 |
|                  | Pesi Gallo      | Dustin Kimura    | batte           | Jon delos Reyes  | Sottomissione (armbar)                  | 1               | 2:13            |                 |
|                  | Pesi Gallo      | Russell Doane    | batte           | Leandro Issa     | Sottomissione (triangolo)               | 2               | 4:59            | SOTN            |

## Premi
I lottatori premiati ricevettero un bonus di 50.000 dollari.
Legenda:
- FOTN: Fight of the Night (vengono premiati entrambi gli atleti per il miglior incontro dell'evento)
- KOTN: Knockout of the Night (viene premiato il vincitore per la migliore vittoria tramite KO dell'evento)
- SOTN: Submission of the Night (viene premiato il vincitore per la migliore vittoria tramite sottomissione dell'evento)

## Incontri annullati
|  | Divisione   |                  |        |                    | Motivo                                              |
|  | ----------- | ---------------- | ------ | ------------------ | --------------------------------------------------- |
|  | Pesi Welter | Tarec Saffiedine | contro | Jake Ellenberger   | Ellenberger infortunato                             |
|  | Pesi Welter | Lim Hyun-Gyu     | contro | Kiichi Kunimoto    | Lim sostituì Ellenberger contro Saffiedine          |
|  | Pesi Piuma  | Tatsuya Kawajiri | contro | Hacran Dias        | Dias infortunato                                    |
|  | Pesi Piuma  | Will Chope       | contro | Bekbulat Magomedov | Magomedov era vincolato da un contratto con la RUFF |